# دمچه‌ای نوک‌دراز
دمچه‌ای نوک‌دراز (نام علمی: Sylvietta rufescens) نام یک گونه از سرده دمچه‌ای‌ها است.